# کاماشادی
کاماشادی (به لاتین: Kamashady) یک منطقهٔ مسکونی در روسیه است که در باشقیرستان واقع شده‌است.